# Bestandesniederschlag
Beim Bestandesniederschlag (auch Bestandsniederschlag) handelt es sich um die Menge des Niederschlags, die innerhalb eines Pflanzenbestands (meist Baumbestand) den Erdboden erreicht. Dabei setzt sich der Bestandesniederschlag aus Kronendurchlass, Kronentraufe und Stammabfluss zusammen.
Der Bestandesniederschlag entspricht somit dem Freilandniederschlag (dem Niederschlag oberhalb des Pflanzenbestands) abzüglich der Interzeptionsverdunstung.